# Wakamaru

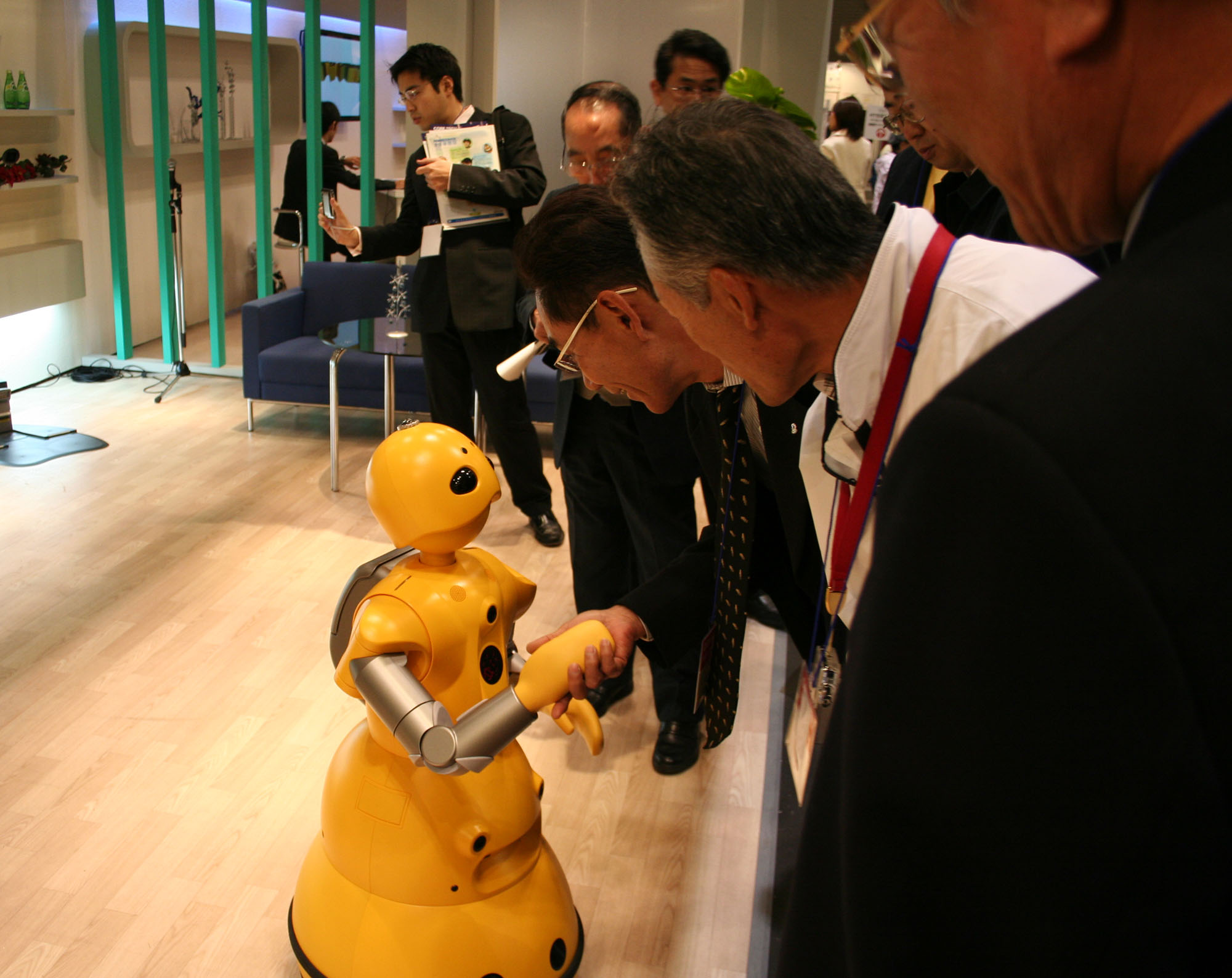
Wakamaru estrechando manos.

Wakamaru era un  robot doméstico japonés fabricado por Mitsubishi Heavy Industries, creado inicialmente para proporcionar compañía a los ancianos y discapacitados. El robot es amarillo, 100 cm de alto y pesa 30 kg. Tiene dos brazos y su base plana circular tiene un diámetro de  45cm. Los primeros  100 salieron a la venta en  septiembre de 2005.
Wakamaru ejecuta un sistema operativo linux en múltiples microprocesadores. Puede conectar a Internet y tiene habilidades limitadas de habla (tanto masculino como femenina) y reconocimiento del habla. Entre sus funciones se incluye el recordar al usuario que se tome una medicina a tiempo y el llamar para ayuda si sospecha que algo va mal.
Wakamaru es capaz de realizar conversaciones simples usando un vocabulario de unas 10 000 palabras, encontrar (y seguir) caras y movimientos usando tecnología de reconocimiento de gestos. 
El prototipo apareció el 22 de abril del 2003.
Si el visitante en Japón desea ver este robot, lo puede hacer en la entrada del museo TEPIA (Advanced Technology Exhibition Hall), localizado en la ciudad de Tokio 2-8-44 Kita Aoyama, Minato-ku, Tokyo 107-0061, o también en la recepción del Mitsubishi Minato Mirai Industrial Museum, en la ciudad de Yokohama, con dirección en Mitsubishi Juko Yokohama Building, 3-1, Minatomirai 3-chome, Nishi-ku, Yokohama.